# Таблица Орловой
Таблица Орловой — оптометрическая таблица для определения остроты зрения у детей дошкольного возраста. Разработана советским офтальмологом Натальей Сергеевной Орловой (1921—2010).

## Описание
В этой таблице содержатся строки с картинками (всего 12 строк, в некоторых строках размещены кольца Ландольта), размер которых уменьшается от строки к строке в направлении сверху вниз. Слева каждой строки указано расстояние {\displaystyle D} (в метрах), с которого их должен видеть ребёнок с нормальным зрением (5 метров для верхнего ряда; 2,5 метра — для нижнего). Справа каждой строки указана величина {\displaystyle V} (в условных единицах) — это острота зрения при распознании картинок с расстояния 5 метров (0,1 если глаз видит только верхний ряд; 2,0 — если виден нижний ряд). Нормальное зрение (1,0) — когда ребёнок видит каждым глазом с расстояния 5 метров десятую строку.
Чтобы вычислить размер картинок на определённой строке (с погрешностью примерно 1 миллиметр), надо 7 миллиметров поделить на величину {\displaystyle V} (значение на этой строке). Так, размер картинок на верхней строке ({\displaystyle V=0,1}) будет 70 миллиметров; на нижней ({\displaystyle V=2,0}) — картинки размером 3,5 миллиметра.
При исследовании остроты зрения с другого расстояния (меньше 0,1 — если ребёнок с 5 метров не распознает знаки верхнего ряда), проверяемого приближают к таблице и через каждые 0,5 метра спрашивают, пока он не назовет правильно знаки верхнего ряда. Величина рассчитывается по формуле:
{\displaystyle V={\frac {d}{D}}}, где
- {\displaystyle V} — острота зрения;
- {\displaystyle d} — расстояние, с которого проводится исследование;
- {\displaystyle D} — расстояние, на котором нормальный глаз видит данный ряд.

## Особенности проверки зрения у детей
- До исследования целесообразно подвести ребёнка к таблице и попросить назвать изображённые на ней предметы (чтобы он мог понять, что от него потребуют и было понятно как он называет каждое изображение).
- Так как во время исследования дети быстро устают, лучше, начав с верхнего ряда таблицы, показывать ребёнку в каждом ряду только по одной картинке.
- Если ребёнок не сможет назвать картинку в определённом ряду, то указывают все остальные картинки данного ряда, затем выше расположенного ряда и так далее (пока не будет правильно названо подавляющее число картинок в одном ряду). Этот ряд и определит остроту зрения у обследуемого ребёнка.
- При эмметропии точка ясного видения находится как бы в бесконечности. Для человеческого глаза бесконечность начинается на расстоянии 5 метров: при расположении предмета не ближе 5 метров на сетчатке глаза с эмметропией собираются параллельные лучи. Именно поэтому проверку остроты зрения осуществляют с такого расстояния.